# Lounès Gaouaoui
Lounès Gaouaoui (arabisch الوناس قواوي; * 28. September 1977 in Tizi Ouzou) ist ein ehemaliger algerischer Fußballtorhüter.

## Karriere
Gaouaoui begann mit dem Fußball spielen im Jahre 1990 in der Sportschule von USM Dra Ben Khedda in Algerien. Als 20-Jähriger wurde er in die erste Mannschaft geholt und blieb weitere zwei Spielzeiten bei seinem Ausbildungsverein, ehe ihn der algerische Topklub JS Kabylie entdeckte und 1999 unter Vertrag nahm. Das Torhütertalent blieb insgesamt acht lange Jahre bei JS Kabylie, wurde dort zweimal algerischer Meister und holte 2000, 2001 und 2002 dreimal den CAF Cup. 2007 wechselte Gaouaoui zu WA Tlemcen, anschließend zog er weiter zu USM Annaba und schließlich zu ASO Chlef.
Im Sommer 2010 wechselte Gaouaoui schließlich zur USM Blida, mit der er allerdings in der Saison 2010/11 in die zweite Liga abstieg.
Sein nächster Verein wurde im Juli 2012 der algerische Zweitligist AS Khroub, bei dem er allerdings nur als Ersatztorwart fungierte.
Kurz vor Ende der Wintertransferperiode 2013 wurde er vom algerischen Erstligisten CS Constantine verpflichtet.
Dort kam er bis Juni 2014 auf zwei Ligaeinsätze. Zudem fungierte er noch während seiner aktiven Zeit von Dezember 2013 bis Januar 2014 als Interimstrainer der Mannschaft von CS Constantine.
Von Juli 2014 bis zum Saisonende 2014/15 ließ Gaouaoui seine Karriere beim Drittligisten MSP Batna ausklingen.
2001 spielte Lounès Gaouaoui erstmals für die algerische Fußballnationalmannschaft, verlor bei seinem Debüt jedoch mit 0:1 gegen Senegal. Seit seinem Debüt ist er Stammtorwart in der Nationalelf, verpasste jedoch wegen einer Blinddarmreizung die Afrikameisterschaft 2010 in Angola. Im Sommer desselben Jahres war er Teil des algerischen Kaders bei der Fußball-Weltmeisterschaft in Südafrika, kam aber zu keinem Einsatz.

## Titel und Erfolge
- Algerischer Meister 2004 und 2006
- CAF Confederations Cup 2000, 2001 und 2002